# 2016年アメリカグランプリ
2016年アメリカグランプリ（2016 United States Grand Prix）は、2016年のF1世界選手権第18戦として、2016年10月23日にサーキット・オブ・ジ・アメリカズで開催された。

## レース前
- このレースでピレリが用意したドライタイヤのコンパウンドはミディアム、ソフト、スーパーソフトの3種類[1]。

- 前戦日本GPにおけるマックス・フェルスタッペン（レッドブル）の走行を受けて、FIAは全ドライバーに対してブレーキング時の進路変更を一切容認しないことを通達した[2]。

- 2017年シーズンに関する発表
  - ルノーがニコ・ヒュルケンベルグとの複数年契約を発表[3]。
  - トロ・ロッソがダニール・クビアトとの契約延長を発表。これにより、2017年も既に残留が決まっているカルロス・サインツとのコンビが継続されることになった[4]。

## フリー走行
マノー（MRT）の開発ドライバーを務めているジョーダン・キングが金曜午前のFP1で初参加した。

## 予選
2016年10月22日（土曜日）13:00（現地時間）

### 経過
ルイス・ハミルトンがオースティンでは初めてのポールポジションを獲得した。ドライバーズランキング首位のニコ・ロズベルグが2位に続き、メルセデスがフロントローを独占。レッドブル（ダニエル・リカルド3位、マックス・フェルスタッペン4位）が2列目、フェラーリ（キミ・ライコネン5位、セバスチャン・ベッテル6位）が3列目を占めた。
ジェンソン・バトンは1回目をソフトタイヤ、2回目はスーパーソフトタイヤでアタックしたが、いずれもトラフィックに引っかかりQ1で脱落。Q2ではチームのホームグランプリとなるハースのエステバン・グティエレスが脱落したが、ターン15でのロックアップに放送禁止用語を叫び悔しさを露わにした。フェルナンド・アロンソも12位でQ2脱落となっている。
このレースではギアボックスやパワーユニットの交換やその他の要因によるグリッド降格ペナルティが1つもなく、予選順位のままスターティンググリッドが確定した。

### 結果
| Pos.                | No. | ドライバー                 | コンストラクター                | Q1       | Q2       | Q3       | Grid |
| ------------------- | --- | -------------------------- | ------------------------------- | -------- | -------- | -------- | ---- |
| 1                   | 44  | ルイス・ハミルトン         | メルセデス                      | 1:36.296 | 1:36.450 | 1:34.999 | 1    |
| 2                   | 6   | ニコ・ロズベルグ           | メルセデス                      | 1:36.397 | 1:36.351 | 1:35.215 | 2    |
| 3                   | 3   | ダニエル・リカルド         | レッドブル-タグ・ホイヤー       | 1:36.759 | 1:36.255 | 1:35.509 | 3    |
| 4                   | 33  | マックス・フェルスタッペン | レッドブル-タグ・ホイヤー       | 1:36.613 | 1:36.857 | 1:35.747 | 4    |
| 5                   | 7   | キミ・ライコネン           | フェラーリ                      | 1:36.985 | 1:36.584 | 1:36.131 | 5    |
| 6                   | 5   | セバスチャン・ベッテル     | フェラーリ                      | 1:37.151 | 1:36.462 | 1:36.358 | 6    |
| 7                   | 27  | ニコ・ヒュルケンベルグ     | フォース・インディア-メルセデス | 1:36.950 | 1:36.626 | 1:36.628 | 7    |
| 8                   | 77  | バルテリ・ボッタス         | ウィリアムズ-メルセデス         | 1:37.456 | 1:37.202 | 1:37.116 | 8    |
| 9                   | 19  | フェリペ・マッサ           | ウィリアムズ-メルセデス         | 1:37.402 | 1:37.214 | 1:37.269 | 9    |
| 10                  | 55  | カルロス・サインツ         | トロ・ロッソ-フェラーリ         | 1:37.744 | 1:37.175 | 1:37.326 | 10   |
| 11                  | 11  | セルジオ・ペレス           | フォース・インディア-メルセデス | 1:37.345 | 1:37.353 |          | 11   |
| 12                  | 14  | フェルナンド・アロンソ     | マクラーレン-ホンダ             | 1:37.913 | 1:37.417 |          | 12   |
| 13                  | 26  | ダニール・クビアト         | トロ・ロッソ-フェラーリ         | 1:37.844 | 1:37.480 |          | 13   |
| 14                  | 21  | エステバン・グティエレス   | ハース-フェラーリ               | 1:38.053 | 1:37.773 |          | 14   |
| 15                  | 30  | ジョリオン・パーマー       | ルノー                          | 1:38.084 | 1:37.935 |          | 15   |
| 16                  | 9   | マーカス・エリクソン       | ザウバー-フェラーリ             | 1:38.040 | 1:39.356 |          | 16   |
| 17                  | 8   | ロマン・グロージャン       | ハース-フェラーリ               | 1:38.308 |          |          | 17   |
| 18                  | 20  | ケビン・マグヌッセン       | ルノー                          | 1:38.317 |          |          | 18   |
| 19                  | 22  | ジェンソン・バトン         | マクラーレン-ホンダ             | 1:38.327 |          |          | 19   |
| 20                  | 94  | パスカル・ウェーレイン     | MRT-メルセデス                  | 1:38.548 |          |          | 20   |
| 21                  | 12  | フェリペ・ナッセ           | ザウバー-フェラーリ             | 1:38.583 |          |          | 21   |
| 22                  | 31  | エステバン・オコン         | MRT-メルセデス                  | 1:38.806 |          |          | 22   |
| 107% time: 1:43.036 |     |                            |                                 |          |          |          |      |
| ソース              |     |                            |                                 |          |          |          |      |

## 決勝
2016年10月23日（日曜日）14:00（現地時間）
- 天候：晴
- 路面状況：ドライ

### 経過
レースはルイス・ハミルトンがポールトゥーウィンで通算50勝目を飾った。
ポイントリーダーのニコ・ロズベルグは、スタートでダニエル・リカルドにかわされ3位に後退した。しかしロズベルグは、マックス・フェルスタッペンがリタイアした時にバーチャル・セーフティーカーが発動した際にピットストップの作戦でリカルドを逆転した。フェラーリ勢は最大のライバルであるフェルスタッペンがリタイアしたことでポイント差を広げるチャンスであったが、セバスチャン・ベッテルは4位となったものの、キミ・ライコネンは4位走行中にピット作業のミスで右リアタイヤがきちんと装着されないまま走り出す失態を演じリタイア。さらにフェラーリに5000ユーロの罰金が科せられるなど散々な結果となってしまった。またマクラーレン勢はフェルナンド・アロンソがマクラーレンホンダ復活後最高順位タイとなる5位、ジェンソン・バトンが予選19位から9位入賞を果たし、日本GPの不振を払拭した。アロンソは終盤にフェリペ・マッサをかわした際の接触で審議の対象となったが、結果的にペナルティは科されなかった。
このレースで、ランキング首位のロズベルグと2位ハミルトンの差は26点となった。またロズベルグとリカルドの差が残り3戦で104点となったことで、チャンピオン争いはロズベルグとハミルトンの2人に絞られた。

### 結果
| Pos.   | No. | ドライバー                 | コンストラクター                | 周回数 | タイム/リタイア    | Grid | Pts. |
| ------ | --- | -------------------------- | ------------------------------- | ------ | ------------------ | ---- | ---- |
| 1      | 44  | ルイス・ハミルトン         | メルセデス                      | 56     | 1:38:12.618        | 1    | 25   |
| 2      | 6   | ニコ・ロズベルグ           | メルセデス                      | 56     | +4.520             | 2    | 18   |
| 3      | 3   | ダニエル・リカルド         | レッドブル-タグ・ホイヤー       | 56     | +19.692            | 3    | 15   |
| 4      | 5   | セバスチャン・ベッテル     | フェラーリ                      | 56     | +43.134            | 6    | 12   |
| 5      | 14  | フェルナンド・アロンソ     | マクラーレン-ホンダ             | 56     | +1:33.953          | 12   | 10   |
| 6      | 55  | カルロス・サインツ         | トロ・ロッソ-フェラーリ         | 56     | +1:36.124          | 10   | 8    |
| 7      | 19  | フェリペ・マッサ           | ウィリアムズ-メルセデス         | 55     | +1 Lap             | 9    | 6    |
| 8      | 11  | セルジオ・ペレス           | フォース・インディア-メルセデス | 55     | +1 Lap             | 11   | 4    |
| 9      | 22  | ジェンソン・バトン         | マクラーレン-ホンダ             | 55     | +1 Lap             | 19   | 2    |
| 10     | 8   | ロマン・グロージャン       | ハース-フェラーリ               | 55     | +1 Lap             | 17   | 1    |
| 11     | 26  | ダニール・クビアト         | トロ・ロッソ-フェラーリ         | 55     | +1 Lap 1           | 13   |      |
| 12     | 20  | ケビン・マグヌッセン       | ルノー                          | 55     | +1 Lap 2           | 18   |      |
| 13     | 30  | ジョリオン・パーマー       | ルノー                          | 55     | +1 Lap             | 15   |      |
| 14     | 9   | マーカス・エリクソン       | ザウバー-フェラーリ             | 55     | +1 Lap             | 16   |      |
| 15     | 12  | フェリペ・ナッセ           | ザウバー-フェラーリ             | 55     | +1 Lap             | 21   |      |
| 16     | 77  | バルテリ・ボッタス         | ウィリアムズ-メルセデス         | 55     | +1 Lap             | 8    |      |
| 17     | 94  | パスカル・ウェーレイン     | MRT-メルセデス                  | 55     | +1 Lap             | 20   |      |
| 18     | 31  | エステバン・オコン         | MRT-メルセデス                  | 54     | +2 Laps            | 22   |      |
| Ret    | 7   | キミ・ライコネン           | フェラーリ                      | 38     | ホイールナット     | 5    |      |
| Ret    | 33  | マックス・フェルスタッペン | レッドブル-タグ・ホイヤー       | 28     | エンジン           | 4    |      |
| Ret    | 21  | エステバン・グティエレス   | ハース-フェラーリ               | 16     | ブレーキ           | 14   |      |
| Ret    | 27  | ニコ・ヒュルケンベルグ     | フォース・インディア-メルセデス | 1      | ステアリングアーム | 7    |      |
| ソース |     |                            |                                 |        |                    |      |      |

ファステストラップ
- セバスチャン・ベッテル（フェラーリ） 1:39.877（55周目）

ラップリーダー
- ルイス・ハミルトン（Lap 1-11, 15-56）
- セバスチャン・ベッテル（Lap 12-14）

追記
- ^1 - クビアトは1周目にペレスとの接触を引き起こしたとして10秒のタイムペナルティ（ピットストップで消化）とペナルティポイント2点が科された[14][15]
- ^2 - マグヌッセンはレース終盤にクビアトを追い抜く際、コースを離れランオフエリアを走行したため、レース後に5秒加算ペナルティとペナルティポイント2点が科された。このペナルティにより11位から12位に降格[16][17]

## 第18戦終了時点でのランキング
|   | 順位 | ドライバー             | ポイント |
|   | 1    | ニコ・ロズベルグ       | 331      |
|   | 2    | ルイス・ハミルトン     | 305      |
|   | 3    | ダニエル・リカルド     | 227      |
| 2 | 4    | セバスチャン・ベッテル | 177      |
| 1 | 5    | キミ・ライコネン       | 170      |

|  | 順位 | コンストラクター                | ポイント |
|  | 1    | メルセデス                      | 636      |
|  | 2    | レッドブル-タグ・ホイヤー       | 400      |
|  | 3    | フェラーリ                      | 347      |
|  | 4    | フォース・インディア-メルセデス | 138      |
|  | 5    | ウィリアムズ-メルセデス         | 130      |

- 注：ドライバー、コンストラクター共にトップ5のみ表示。